# Giro d'Italia de 1958
Giro d'Italia 1958 foi a quadragésima primeira edição da prova ciclística Giro d'Italia (Corsa Rosa), realizada entre os dias 18 de maio e 8 de junho de 1958.
A competição foi realizada em 20 etapas com um total de 3.341 km.
O vencedor foi o ciclista italiano Ercole Baldini. Largaram 120 competidores, cruzaram a linha de chegada 77 corredores.